# Əmirvar
Əmirvar è un comune dell'Azerbaigian situato nel distretto di Daşkəsən. Conta una popolazione di 803 abitanti.